# James Gunn
James Francis Gunn Jr.  (n. 5 august 1966, Saint Louis, Missouri, SUA)  este un regizor de film american. A început cariera ca scenarist la mijlocul anilor 1990, cu scenarii pentru Tromeo si Juliet (1996), The Specials (2000), Scooby-Doo (2002) si continuarea sa, Scooby-Doo 2: Monsters Unleashed și versiunea din 2004 a filmului Dawn of the Dead. Apoi a început să lucreze ca regizor, începând cu filmul de groază-comedie Slither (2006). Ulterior, el a scris și regizat seria  web James Gunn's PG Porn (2008-09), filmul cu supereoi Super (2010) și filmele Marvel Cinematic Universul Gardienii Galaxiei (2014) și continuarea acestuia, Gardienii Galaxiei Vol. 2 (2017). 

## Filmografie

### Film
| An   | Titlu                            | Regizor | Scenarist   | Producător | Note                            |
| ---- | -------------------------------- | ------- | ----------- | ---------- | ------------------------------- |
| 1996 | Tromeo and Juliet                | Asociat | Da          | Nu         |                                 |
| 2000 | The Specials                     | Nu      | Da          | Da         |                                 |
| 2002 | Scooby-Doo                       | Nu      | Da          | Nu         |                                 |
| 2004 | Tube                             | Nu      | Da          | Nu         |                                 |
| 2004 | Dawn of the Dead                 | Nu      | Da          | Nu         |                                 |
| 2004 | Scooby-Doo 2: Monsters Unleashed | Nu      | Da          | Da         |                                 |
| 2004 | LolliLove                        | Nu      | Nemenționat | Executiv   |                                 |
| 2006 | Slither                          | Da      | Da          | Nu         | Debut regizoral - film artistic |
| 2010 | Super                            | Da      | Da          | Nu         |                                 |
| 2014 | Guardians of the Galaxy          | Da      | Da          | Nu         |                                 |
| 2016 | The Belko Experiment             | Nu      | Da          | Da         |                                 |
| 2017 | Guardians of the Galaxy Vol. 2   | Da      | Da          | Nu         |                                 |
| 2018 | Avengers: Infinity War           | Nu      | Nu          | Executiv   | Dialoguri suplimentare          |
| 2019 | Avengers: Endgame                | Nu      | Nu          | Executiv   |                                 |
| 2019 | Brightburn                       | Nu      | Nu          | Da         | [ 12 ]                          |
| 2021 | The Suicide Squad                | Da      | Da          | Nu         | Pre-producție                   |
| TBA  | Guardians of the Galaxy Vol. 3   | Da      | Da          | Nu         | Pre-producție                   |

Filme scurte
| An   | Titlu            | Regizor | Scenarist | Producător | Note                |
| ---- | ---------------- | ------- | --------- | ---------- | ------------------- |
| 1997 | Hamster PSA      | Da      | Da        | Nu         |                     |
| 2008 | Sparky & Mikaela | Da      | Da        | Da         | Scurtmetraj web     |
| 2008 | Humanzee!        | Da      | Da        | Da         | Scurtmetraj web     |
| 2013 | Beezel           | Da      | Da        | Nu         | Segment al Movie 43 |

Ca actor
| An   | Titlu                                          | Rol                           | Note                             |
| ---- | ---------------------------------------------- | ----------------------------- | -------------------------------- |
| 1996 | Tromeo and Juliet                              | Found a peanut father         |                                  |
| 2000 | The Specials                                   | Minute Man                    |                                  |
| 2000 | Citizen Toxie: The Toxic Avenger IV            | Doctor Flem Hocking           |                                  |
| 2003 | Doggie Tails, Vol. 1: Lucky's First Sleep-Over | Riley                         | Direct-to-video                  |
| 2003 | The Ghouls                                     |                               |                                  |
| 2003 | Melvin Goes to Dinner                          | Scott                         |                                  |
| 2004 | LolliLove                                      | James                         |                                  |
| 2006 | Slither                                        | Hank                          | nemenționat                      |
| 2008 | Humanzee!                                      | James                         | Scurtmetraj web                  |
| 2010 | Super                                          | Demonswill                    |                                  |
| 2014 | Guardians of the Galaxy                        | Maskless Sakaaran, Baby Groot | Și actor CGI în scenele de final |

### Televiziune
| An        | Titlu                | Regizor | Scenarist | Producător | Note       |
| --------- | -------------------- | ------- | --------- | ---------- | ---------- |
| 1997–2000 | The Tromaville Cafe  | Da      | Da        | Nu         | Și creator |
| 2008–2009 | James Gunn's PG Porn | Da      | Da        | Executive  | Serie web  |

Ca actor
| An        | Titlu                                      | Role                    | Note               |
| --------- | ------------------------------------------ | ----------------------- | ------------------ |
| 1997      | Sgt. Kabukiman Public Service Announcement | Insane Masturbator      | Scurtmetraj TV     |
| 1997–2000 | The Tromaville Cafe                        | Mike the Crazy Boom Guy |                    |
| 2008–2009 | James Gunn's PG Porn                       | Roluri variate          |                    |
| 2013      | Holliston                                  | John Anguish            | Episodul "Honesty" |
| 2015      | Con Man                                    | Raaker 2.0              | Serie web          |

### Jocuri video
| An   | Titlu             | Regizor | Scenarist | Producător | Actor | Rol               |
| ---- | ----------------- | ------- | --------- | ---------- | ----- | ----------------- |
| 2012 | Lollipop Chainsaw | Nu      | Da        | Nu         | Nu    |                   |
| 2013 | LocoCycle         | Nu      | Nu        | Nu         | Da    | Big Arms Chairman |

## Premii și nominalizări
| An   | Award                           | Category                                             | Titlu                   | Result       |
| ---- | ------------------------------- | ---------------------------------------------------- | ----------------------- | ------------ |
| 2005 | Bram Stoker Award               | Best Screenplay                                      | Dawn of the Dead        | Nominalizare |
| 2006 | Chainsaw Award                  | Highest Body Count                                   | Slither                 | Câștigat     |
| 2007 | Saturn Award                    | The Filmmakers Showcase Award                        | Slither                 | Câștigat     |
| 2014 | Golden Raspberry Award          | Worst Screenplay (shared with co-writers)            | Movie 43                | Câștigat     |
| 2014 | Golden Raspberry Award          | Worst Director (shared with co-directors)            | Movie 43                | Câștigat     |
| 2015 | Writers Guild of America Awards | Best Adapted Screenplay (shared with Nicole Perlman) | Guardians of the Galaxy | Nominalizare |
| 2015 | Hollywood Film Awards           | Blockbuster of the Year                              | Guardians of the Galaxy | Câștigat     |
| 2015 | Critics' Choice Awards          | Best Action Film                                     | Guardians of the Galaxy | Câștigat     |
| 2015 | Saturn Award                    | Best Comic-to-Film Motion Picture                    | Guardians of the Galaxy | Câștigat     |
| 2015 | Saturn Award                    | Best Director                                        | Guardians of the Galaxy | Câștigat     |
| 2015 | Saturn Award                    | Best Writing                                         | Guardians of the Galaxy | Nominalizare |